# Riches, belles, etc.
Riches, belles, etc. è un film del 1998 diretto da Bunny Godillot.

## Trama
Rose, una curiosa bambina, approfitta dell'assenza della sua ricca e famosa mamma per intervistare varie donne, cercando di capire cosa significhi essere donna.